# Hüttwilersee
Der Hüttwilersee, früher auch Steineggersee und Untersee, liegt im Seebachtal im Kanton Thurgau in der Schweiz, auf der Grenze der Gemeinden Hüttwilen und Uesslingen-Buch auf 434 m ü. M. Am östlichen Ufer befindet sich ein Strandbad.
Der Hüttwilersee liegt nahe beim Nussbaumersee und beim Hasensee. Ursprünglich war das Gebiet um die drei Seen eine Moorlandschaft mit wenig Wald. In der Anbauschlacht während des Zweiten Weltkriegs wurde der Wasserspiegel der Seen um etwa 1,5 Meter gesenkt und die Uferpartien drainiert, damit das Umland für die Landwirtschaft genutzt werden konnte. In der Folge verschlechterte sich der Wasserzustand des Sees zusehends. 1994 wurde die Stiftung Seebachtal gegründet, die sich zum Ziel gesetzt hat, die naturnahe Kulturlandschaft im Bereich der Seebachtalseen zu erhalten.

## Einzelnachweise

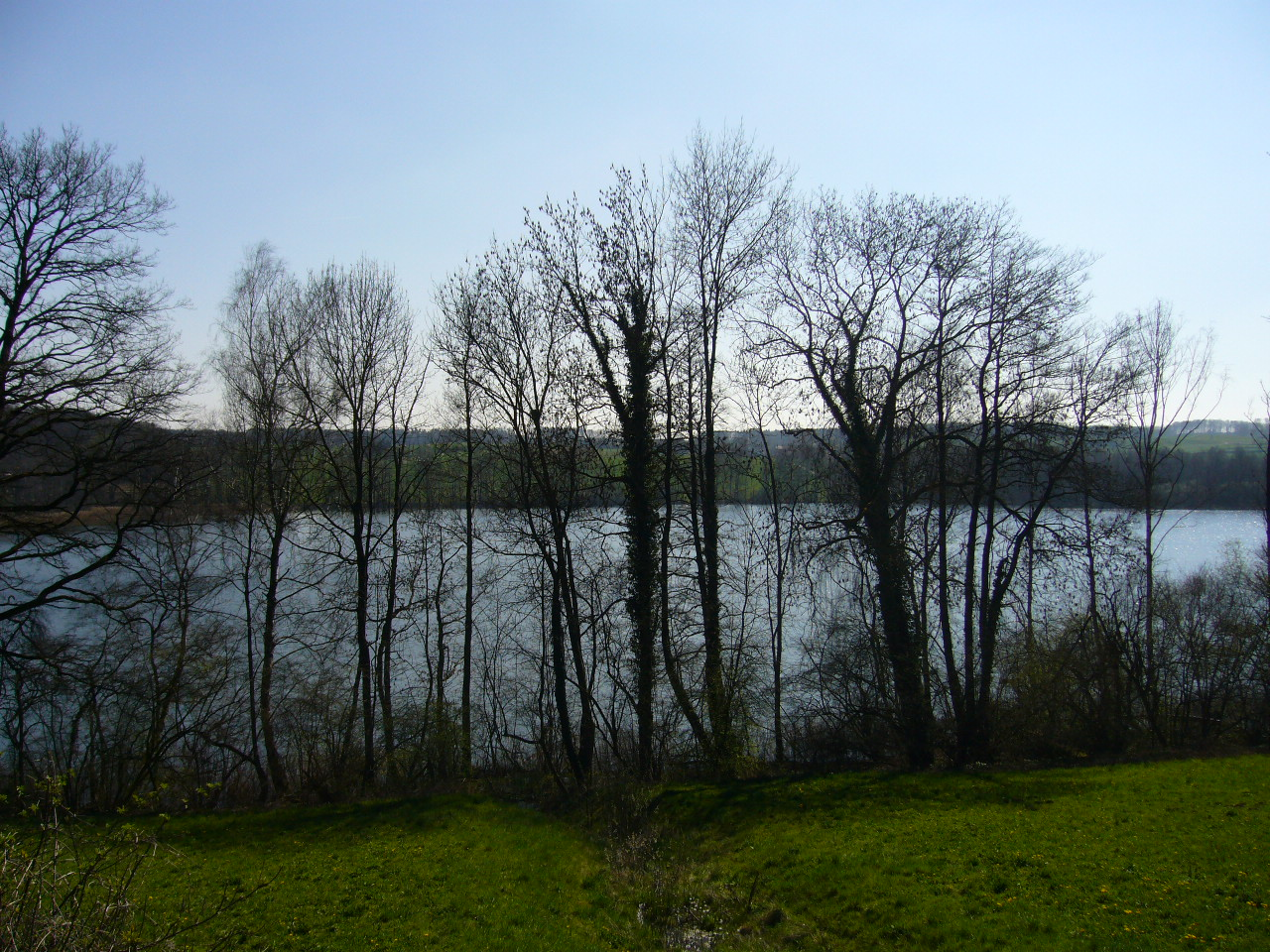
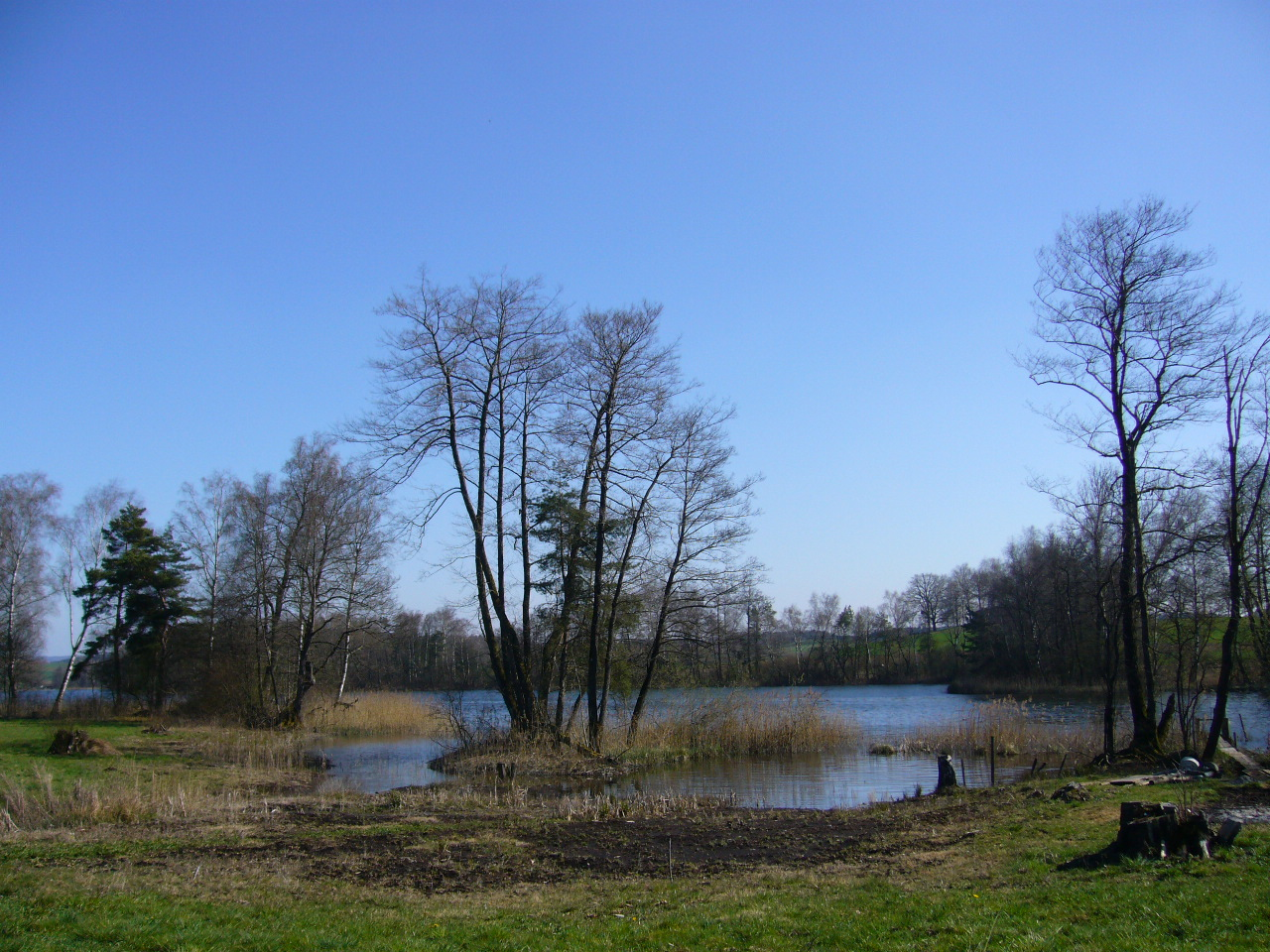
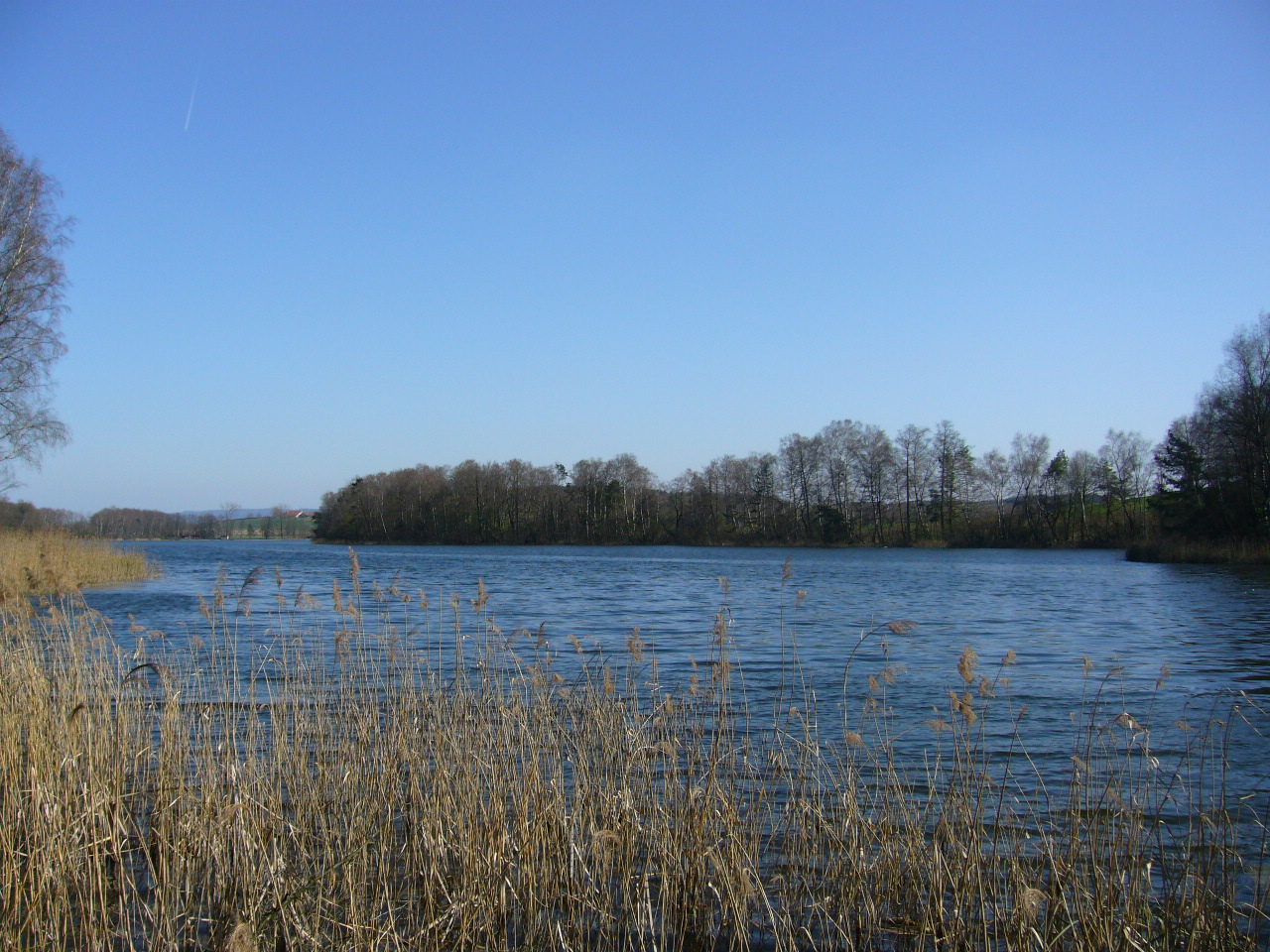
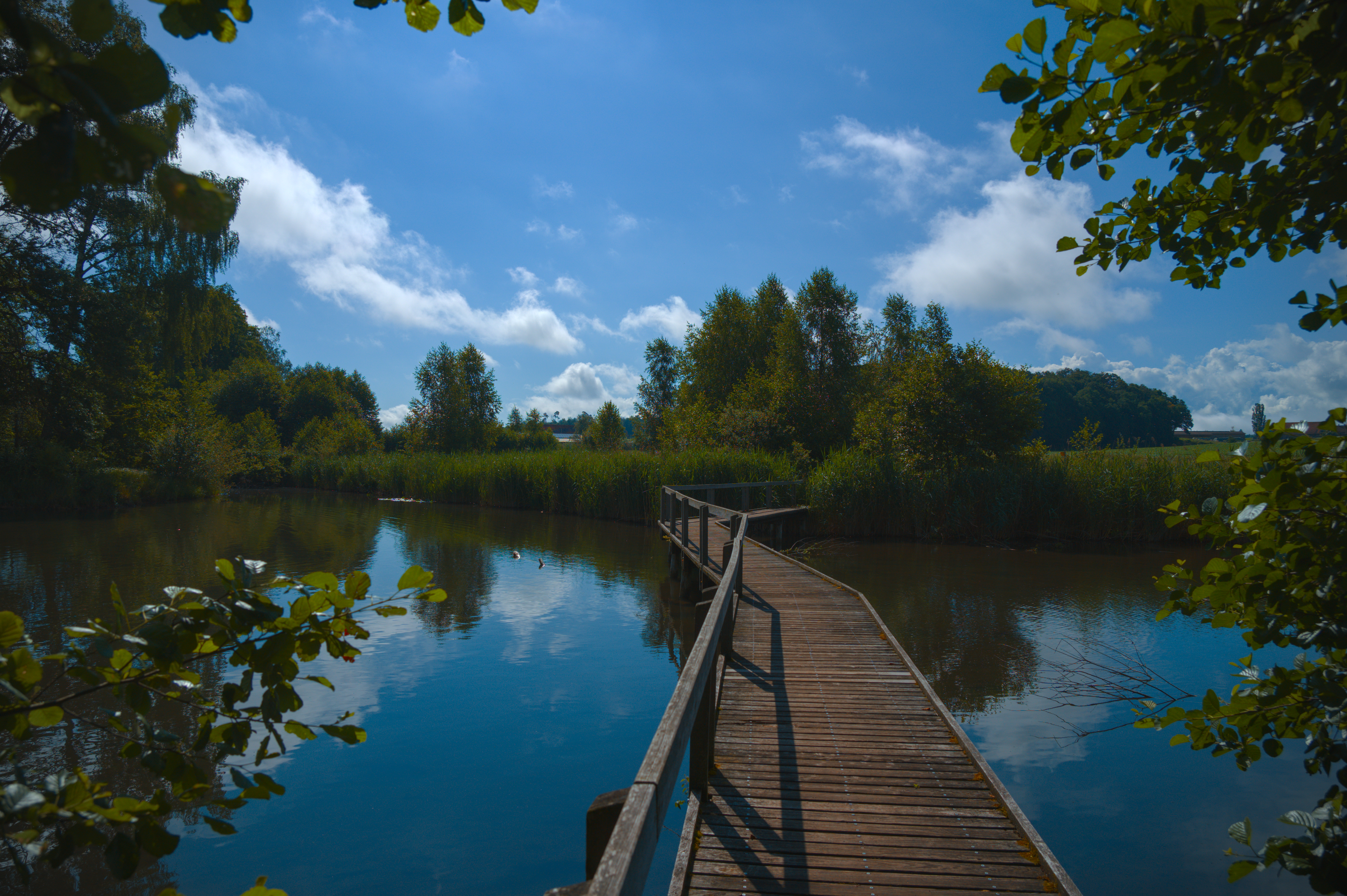
Fussgängerbrücke am Hüttwilersee

## Naturschutz
Die drei Hüttwiler Seen (Hüttwilersee im engeren Sinn, der Nussbaumersee und der Hasensee) bieten Lebensraum für seltene Pflanzen und Tiere. Der Laubfrosch und der Kammmolch sind in der Schweiz infolge schwindender naturnaher Lebensräume stark gefährdet. An den drei Seen sind sie noch zu Hause. Auch mehrere Biberfamilien leben hier. Ihre Spuren sind gut sichtbar. Mit etwas Glück kann man auf eine Ringelnatter treffen. Vielleicht sieht man einen Neuntöter oder eine Rohrammer wegfliegen. Um diese Artenvielfalt, die zur Lebensgemeinschaft der gefährdeten Amphibien gehören, auch weiterhin erhalten zu können, wird das Gebiet als Amphibienlaichgebiet von nationaler Bedeutung geschützt und gepflegt. Auch ein Flachmoor belebt die Artenvielfalt. Prähistorische Zeugnisse belegen, dass sich hier schon vor Jahrtausenden Menschen niedergelassen hatten, wie Fundstellen von Pfahlbauten bezeugen. Deshalb ist das Gebiet auch als UNESCO-Weltkulturerbe registriert.